# Paradicta minima
Paradicta minima es una especie de insecto blatodeo de la familia Blaberidae, subfamilia Blaberinae.

## Distribución geográfica
Se pueden encontrar en Colombia.